# Erich Kothe
Erich Kothe (* 15. Juli 1883 in Metz; † 14. November 1962 in Köln) war ein deutscher Ingenieur. Er war maßgeblich am Wiederaufbau des Vereins Deutscher Ingenieure (VDI) nach dem Zweiten Weltkrieg beteiligt.

## Leben
Erich Kothe war der Sohn eines Lehrers. Nach dem Besuch eines humanistischen Gymnasiums folgte von 1902 bis 1908 ein Studium des Maschinenbaus an der Technischen Hochschule Hannover und an der Technischen Hochschule Charlottenburg, das er in Hannover abschloss. Sein Studium unterbrach er durch die Ableistung eines einjährigen Militärdienstes. Ab 1902 gehörte Kothe der Hannoverschen Burschenschaft Arminia an. Dem Studium ließ er eine dreijährige Ausbildung zum Regierungsbaumeister folgen. Mit dieser Qualifikation arbeitete Kothe von 1911 bis 1913 bei der Eisenbahndirektion Danzig und beim Maschinenbauamt der Wasserbauverwaltung Königsberg. Im Anschluss arbeitete er für die Dortmunder Union und übersiedelte im Juni 1914 nach Konstantinopel. Bedingt durch den Ausbruch des Ersten Weltkriegs kehrte Kothe kurze Zeit später zurück nach Deutschland und wurde zunächst als Adjutant und im Anschluss als Batterieführer in Polen eingesetzt. Im Jahr 1916 wurde er Oberingenieur, später dann Betriebsdirektor und Prokurist bei der Dortmunder Union. 1920 wurde er technischer Direktor und Vorstandsmitglied bei der Gothaer Waggonfabrik in Gotha. 1926 wurde er Geschäftsführer der Arbeitsgemeinschaft Deutscher Betriebsingenieure (ADB) beim Verein Deutscher Ingenieure (VDI). 1933 übernahm er auch die Geschäftsführung des REFA, für dessen Gründung er sich eingesetzt hatte. Im Jahr 1936 wurde Kothe auch einer von vier Geschäftsführern des VDI. Während des Zweiten Weltkriegs wurde Kothe einberufen und diente einige Monate im Heereswaffenamt. Im August 1941 verließ er die Geschäftsführung des VDI und wurde Technischer Direktor bei Škoda in Pilsen. Im Jahr 1948 wurde Kothe erneut Geschäftsführer des VDI und 1950 dessen Direktor. Aus diesem Amt schied er am 31. August 1955 aus.
Erich Kothe war ab 1911 verheiratet. Er starb in Köln infolge eines Herzinfaktes während einer Reise und wurde am 20. November 1962 in Rottach-Egern beigesetzt. Dem VDI gehörte er auch als MItglied mit der Mitgliedsnummer 10073 an.

## Ehrungen
- Ehrenmitglied des REFA
- 1953: Inhaber des großen Verdienstkreuzes des Verdienstordens der Bundesrepublik Deutschland[6]
- 1953: Ehrensenator der Technischen Hochschule Hannover[6]
- 1960: Ehrenmitglied des Vereins Deutscher Ingenieure[7]